# Sigurd Vestad
Sigurd Vestad (31. juli 1907 i Trysil – 17. januar 2001 samme sted) var en norsk langrendløber. Han repræsenterede Nordre Trysil IL. 
Han repræsenterede Norge i internationale mesterskaber i 1930'erne. I OL 1932 i Lake Placid kom han på en femteplads på femmila. Hans bedste VM-placering er en fjerdeplads på 18 km i VM 1935 i Vysoké Tatry.
Han blev den første norgesmester på distancen 18 km i 1933, og har i tillæg NM-titler i 30 km fra 1933 og 1934.
I 1933 blev han den første udøver som blev tildelt Morgenbladets Gullmedalje, eller Idrettsbladets Gullmedalje som den hed det første år, for sejren på 50 km i Holmenkollen. Sejrsmarginen var usædvanlig stor – og på over otte minutter.